# Гутман, Лев Пинхусович
Лев Пинхусович Гутман (род. 26 сентября 1945, Рига) — немецкий шахматист, гроссмейстер (1986).
Родился в Латвии. В начале своей карьеры занял 11-12 места в чемпионате Латвийской ССР (Рига, 1967). Многократный участник латвийских чемпионатов: 5-7 место в 1969 году, 4-5 в 1971, победитель в 1972, 7-8 в 1973, 3-е в 1974, 4-е в 1975, 2-е в 1976, 2-3 в 1977, 7-9 в 1978, 4-5 в 1979.
В 1972 году победил в чемпионате Латвийской ССР. В 1974 году занял 6-7 место (Пярну). В 1975 занял 6-8 место в Риге. В 1976-м году — 7-9 в Риге. В 1977 году — он занял 6-7 место (Гомель). В 1978 году он победил в Хаапсалу. Лев Гутман эмигрировал в Израиль в 1980 году, а затем жил в Германии.
Бывший секундант Виктора Корчного, известен как крупный эксперт в теории дебютов.
Играл за сборную Израиля на двух шахматных Олимпиадах: в 1982, на 25-й Олимпиаде в Люцерне (+4 −4 =2) и в 1984, на 26-й Олимпиаде в Салониках (+4 −3 =3).
В 1984 победил в Гриндавике. В 1985 он победил в Беер-Шеве. В 1986 победил в Вуппертале. В 1986 он был 1-3 с Виктором Корчным и Найджелом Шортом в Лугано.

## Изменения рейтинга
| Графики недоступны из-за технических проблем. См. информацию на Фабрикаторе и на mediawiki.org. |